# Cuno I di Rott
Cuno I di Rott (1015 circa – 27 marzo 1086 circa) dalla stirpe dei Pellegrinidi fu conte palatino di Baviera (1055-1086), conte di Vohburg (1040) e conte dell'Isar inferiore (1079).

## Biografia
Cuno fu, insieme a suo figlio Cuno II di Rott, cofondatore dell'abbazia di Rott intorno al 1080. Inoltre, lui e suo fratello Pellegrino avevano una relazione con il monastero di Badia in Val Pusteria (1030/39).
Quando il conte palatino in carica Aribo II fu bandito nel 1055 e perse numerosi possedimenti, inclusi quelli attorno al lago Tegernsee e nella regione della Stiria, Cuno, essendo un lontano parente di Aribone - Aribo II e Cuno avevano la stessa bisnonna, Wichburg di Baviera - fu incaricato dell'ufficio di conte palatino dall'imperatore Enrico III.
Dopo la morte di Cuno I intorno al 1086, la carica di conte palatino passò a Rapoto V dalla famiglia Diepoldinger-Rapotonen, poiché il figlio Cuno II, che era morto prima di lui, era il suo unico erede maschio.

## Famiglia e figli
Cuno sposò una certa Uta, che si pensa fosse la figlia del conte Federico II († 1075) di Dießen-Andechs. Essi ebbero:
- Cuno II († 1071)[4] o († 1081 in una battaglia nei pressi di Höchstädt an der Donau al servizio del re Enrico IV di Franconia)[5] ⚭ Elisabetta di Lorena († 1086) (⚭ II conte palatino Rapoto V († 1099));
- Irmgard/Ermingard († 14 giugno 1101), ⚭ I conte Engelberto V im Chiemgau (Sigeardingi) ⚭ II conte Gebeardo II di Sulzbach († 1085) ⚭ III conte Cuno di Horburg-Lechsgemünd.

## Curiosità
A Cuno è dedicato il comune di mercato di Kumberg in Stiria.